# Anisa Makhlouf
Anisa Makhlouf (Latakia, 1930 – Damascus, 6 februari 2016) was de vrouw van de Syrische oud-president Hafez al-Assad en de moeder van de Syrische oud-president Bashar al-Assad.

## Biografie
Makhlouf werd geboren in Latakia, een havenstad in Syrië. In 1950 huwde ze met Hafez al-Assad. Al-Assad was destijds al lid van de Arabische Socialistische Ba'ath-partij, de tegenhanger van de Syrische Socialistische Nationale Partij, waar de vader van Makhlouf aanhanger van was. 

## Kinderen
Al-Assad en Makhlouf hadden vijf kinderen, van wie de meesten ook topfuncties in de politiek of het leger zouden bekleden. 
- Bushra al-Assad
- Bassel al-Assad
- Bashar al-Assad
- Majd al-Assad
- Maher al-Assad

In 2000 overleed Hafez al-Assad. Zijn zoon Bashar volgde hem op als Syrisch president. Makhlouf overleed in 2016 op 85- of 86-jarige leeftijd.